# Terque
Terque er en by og kommune i det sydøstlige Spanien i provinsen Almería. Den har et indbyggertal på 384 (2024) indbyggere.